# Le Samyn 2020
La 52.ª edición de la clásica ciclista Le Samyn fue una carrera en Bélgica que se celebró el 3 de marzo de 2020 con inicio en la ciudad de Quaregnon y final en la ciudad de Dour sobre un recorrido de 201,9 km.
La carrera hizo parte del UCI Europe Tour 2020, calendario ciclístico de los Circuitos Continentales UCI dentro de la categoría 1.1. El vencedor final fue el francés Hugo Hofstetter del Israel Start-Up Nation seguido del belga Aimé De Gendt del Circus-Wanty Gobert y el neerlandés David Dekker del SEG Racing Academy.

## Equipos participantes
Tomaron parte en la carrera 25 equipos: 6 de categoría UCI WorldTeam, 10 de categoría UCI ProTeam y 9 de categoría Continental. Formaron así un pelotón de 155 ciclistas de los que acabaron 101. Los equipos participantes fueron:
| WorldTeams (6)- AG2R La Mondiale - Deceuninck-Quick Step - Israel Start-Up Nation - Lotto Soudal - NTT Pro Cycling - Trek-Segafredo ProTeams (10)- Alpecin-Fenix - Arkéa-Samsic - B&B Hotels-Vital Concept p/b KTM - Bingoal-Wallonie Bruxelles - Caja Rural-Seguros RGA - Circus-Wanty Gobert - Riwal Readynez - Sport Vlaanderen-Baloise - Total Direct Énergie - Uno-X Norwegian Development Equipos continentales (9)- Akros-Excelsior-Thömus - Canyon DHB p/b Bloor Homes - Équipe continentale Groupama-FDJ - Leopard - Metec-TKH-Mantel - Natura4Ever-Roubaix Lille Métropole - SEG Racing Academy - Tarteletto-Isorex - Vitus Pro Cycling p/b Brother UK |
| |

## Clasificación final
- Las clasificaciones finalizaron de la siguiente forma:[4]

| \| Clasificación general \| Clasificación general \| Clasificación general \| Clasificación general \| Clasificación general \| \| Ciclista \| Ciclista \| Equipo \| Tiempo \| \| \| --------------------- \| --------------------- \| ---------------------- \| --------------------- \| --------------------- \| \| 1.º \| Hugo Hofstetter \| Israel Start-Up Nation \| 4 h 42 min 02 s \| \| \| 2.º \| Aimé De Gendt \| Circus-Wanty Gobert \| + 0 s \| \| \| 3.º \| David Dekker \| SEG Racing Academy \| + 0 s \| \| \| 4.º \| Clément Venturini \| AG2R La Mondiale \| + 0 s \| \| \| 5.º \| Florian Sénéchal \| Deceuninck-Quick Step \| + 0 s \| \| \| 6.º \| Giacomo Nizzolo \| NTT Pro Cycling \| + 0 s \| \| \| 7.º \| Alex Kirsch \| Trek-Segafredo \| + 0 s \| \| \| 8.º \| Gianni Vermeersch \| Alpecin-Fenix \| + 0 s \| \| \| 9.º \| Tim Declercq \| Deceuninck-Quick Step \| + 0 s \| \| \| 10.º \| Dries Van Gestel \| Total Direct Énergie \| + 0 s \| \| |                   |                        |                 |
| |                   |                        |                 |
| Fuente: ProCyclingStats |                   |                        |                 |
| Clasificación general |                   |                        |                 |
| Ciclista | Ciclista          | Equipo                 | Tiempo          |
| 1.º | Hugo Hofstetter   | Israel Start-Up Nation | 4 h 42 min 02 s |
| 2.º | Aimé De Gendt     | Circus-Wanty Gobert    | + 0 s           |
| 3.º | David Dekker      | SEG Racing Academy     | + 0 s           |
| 4.º | Clément Venturini | AG2R La Mondiale       | + 0 s           |
| 5.º | Florian Sénéchal  | Deceuninck-Quick Step  | + 0 s           |
| 6.º | Giacomo Nizzolo   | NTT Pro Cycling        | + 0 s           |
| 7.º | Alex Kirsch       | Trek-Segafredo         | + 0 s           |
| 8.º | Gianni Vermeersch | Alpecin-Fenix          | + 0 s           |
| 9.º | Tim Declercq      | Deceuninck-Quick Step  | + 0 s           |
| 10.º | Dries Van Gestel  | Total Direct Énergie   | + 0 s           |

## UCI World Ranking
Le Samyn otorgó puntos para el UCI World Ranking para corredores de los equipos en las categorías UCI WorldTeam, UCI ProTeam y Continental. Las siguientes tablas son el baremo de puntuación y los 10 corredores que obtuvieron más puntos:
| Posición   | 1.º | 2.º | 3.º | 4.º | 5.º | 6.º | 7.º | 8.º | 9.º | 10.º | 11.º | 12.º | 13.º-15.º | 16.º-25.º |
| Puntuación | 125 | 85  | 70  | 60  | 50  | 40  | 35  | 30  | 25  | 20   | 15   | 10   | 5         | 3         |

| Clasificación |                   |                        |        |
| Posición      | Ciclista          | Equipo                 | Puntos |
| ------------- | ----------------- | ---------------------- | ------ |
| 1.º           | Hugo Hofstetter   | Israel Start-Up Nation | 125    |
| 2.º           | Aimé De Gendt     | Circus-Wanty Gobert    | 85     |
| 3.º           | David Dekker      | SEG Racing Academy     | 70     |
| 4.º           | Clément Venturini | AG2R La Mondiale       | 60     |
| 5.º           | Florian Sénéchal  | Deceuninck-Quick Step  | 50     |
| 6.º           | Giacomo Nizzolo   | NTT                    | 40     |
| 7.º           | Alex Kirsch       | Trek-Segafredo         | 35     |
| 8.º           | Gianni Vermeersch | Alpecin-Fenix          | 30     |
| 9.º           | Tim Declercq      | Deceuninck-Quick Step  | 25     |
| 10.º          | Dries Van Gestel  | Total Direct Énergie   | 20     |